# Bundesgymnasium und Bundesrealgymnasium Krems
Das Bundesgymnasium und Bundesrealgymnasium Krems, das ehemalige Piaristengymnasium Krems, ist eine traditionsreiche, auf humanistische, naturwissenschaftliche und sprachliche Ausbildung spezialisierte allgemeinbildende höhere Schule in Krems an der Donau. Der historische Gebäudetrakt steht unter Denkmalschutz.

## Geschichte
1232 wurde erstmals ein Schulmeister in Krems urkundlich genannt. Die älteste erhaltene Schulordnung der damaligen Lateinschule stammt von 1305. 1579 wurde die fünfklassige lateinische Stadtschule als Gymnasium bezeichnet. 1616 wurde durch die Jesuiten ein sechsklassiges Gymnasium eröffnet. 1694 wurde das heutige Schulgebäude fertiggestellt. 1776 übernahmen die Piaristen das Jesuitengymnasium und verlegten ihren Konvent von St. Pölten nach Krems an der Donau. 1802–1849 wurde die Schule als eine Philosophische Lehranstalt geführt. 1867 wurde das Gymnasialgebäude erweitert. 1871 wurde das Piaristengymnasium in ein staatliches Gymnasium mit achtjähriger Ausbildungsdauer umgewandelt. 1975 wurde das Gymnasialgebäude generalsaniert. Durch eine Erweiterung konnte Platz für neue Klassen in einem Zubau geschaffen werden, ferner wurden zwei Turnsäle neu gebaut. 1997 wurde das Dachgeschoß ausgebaut, wodurch Platz für EDV-Räumen, einen Theatersaal und eine Bibliothek geschaffen werden konnten. 2011 wurden die Turnsäle generalsaniert.

## Architektur

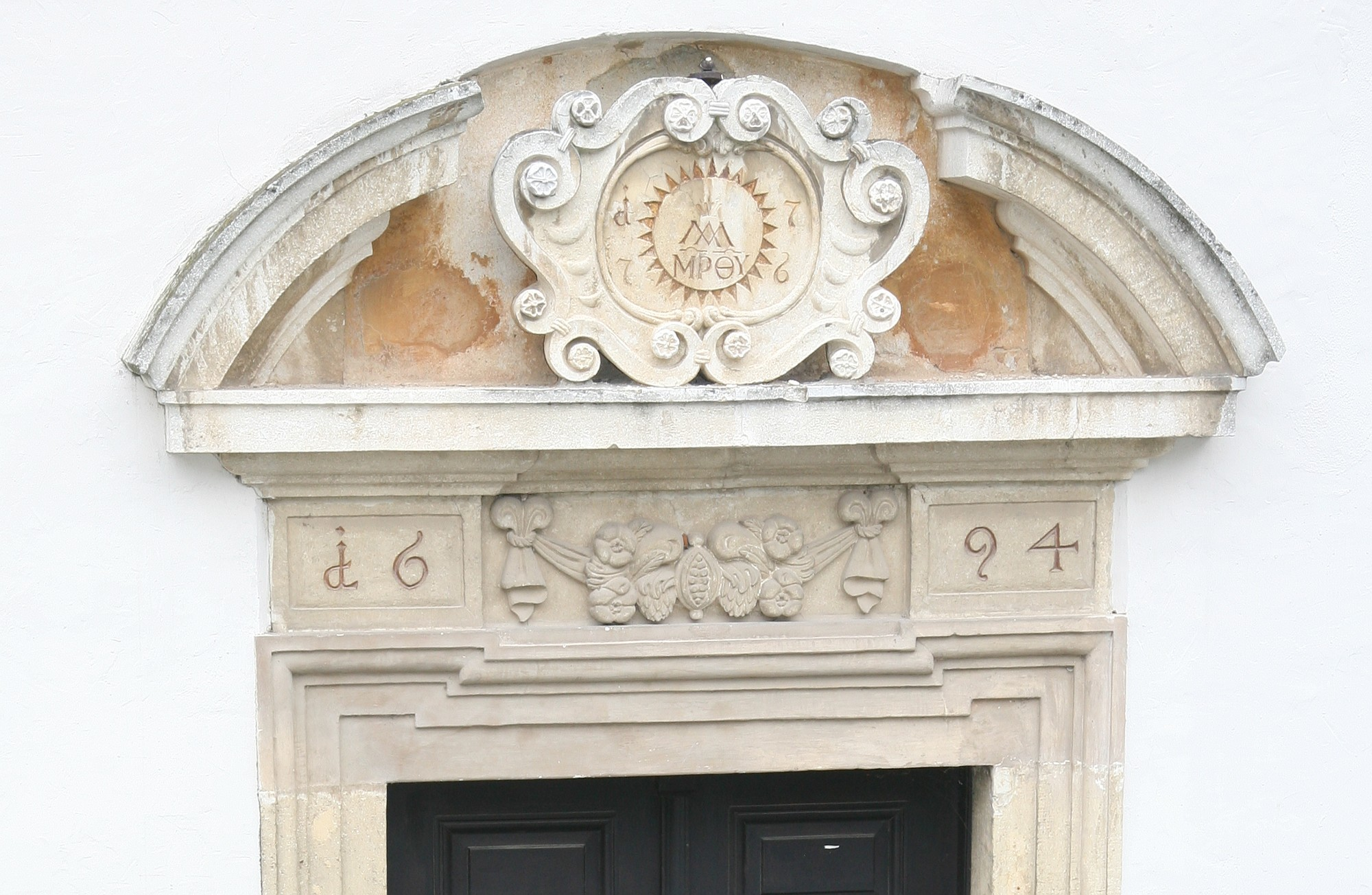
Nordportal, Piaristengasse 2, mit Piaristenschild

Das Schulgebäude wurde 1694 errichtet und 1867 sowie 1975 erweitert. Der langgestreckte zweigeschoßige Bau an der Piaristengasse wurde in der 1. Hälfte des 17. Jahrhunderts erbaut. Die schmale Giebelfront zum Hohen Markt hat eine Volutenbekrönung. Die Fassade zeigt eine geputzte Ortsteinquaderung und erneuerte Faschen. Das Nordportal mit profilierter Ohrenrahmung und einem gesprengten Segmentbogengiebel zeigt die Jahresangabe 1694. Im ersten Obergeschoß gibt es teils Kreuzgrat- und teils Stichkappengewölbe mit angeputzten Graten. 1997 wurde das Dachgeschoß mit mehreren Klassen und zwei EDV-Sälen ausgebaut, im Piaristentrakt eine Bibliothek und ein Theatersaal eingerichtet und das Gebäude in mehreren Etappen saniert. 2001 wurde der Köchel-Trakt fertiggestellt, benannt nach Ludwig von Köchel. Der Abschluss der Renovierungsarbeiten erfolgte 2011 im Turnsaaltrakt.

## Bildungsangebot
Das Piaristengymnasium Krems ist ein Bundesgymnasium (BG) und ein Bundesrealgymnasium (BRG). Ab der dritten Schulstufe besteht im Gymnasium die Wahlmöglichkeit zwischen Latein oder Spanisch oder im Realgymnasium verstärkt Mathematik und Geometrisch Zeichnen. In der Oberstufe wird im Gymnasium zusätzlich für diejenigen, die ab der 3. Kl. Latein hatten, Französisch, bzw. für diejenigen, die in der 3. Kl. Spanisch gewählt haben, Latein angeboten. Im Realgymnasium ab der 5. Kl. zusätzlich alternativ Latein, Italienisch oder Französisch. Dazu kann man ab der 7. Klasse, vorausgesetzt man ist ebenfalls im Realistischen Zweig, zwischen Darstellende Geometrie (DG) oder Naturwissenschaften (NAWI) entscheiden.

## Leitung
- 1871–1887 P. Anton Milota
- 1887–1902 Anton Baran
- 1902–1909 Thomas Hanausek
- 1910–1923 Rudolf Weißhäupl
- 1923–1934 Anton Maier
- 1934–1938 Johann Ramböck
- 1938–1945 Hans Riedl
- 1945–1951 Franz Höllerschmid
- 1951–1968 Adolf Görg
- 1968–1969 Hermann Ulrich
- bis 31. August 1970 Alois Söllner
- 1970–1989 Helmut Engelbrecht
- 1990–2002 Günther Gronister
- 2002–2004 Fritz Lošek
- 2004–2011 Johann Sohm
- 2011–2018 Peter Nussbaumer
- bis August 2018 Herta Urach interim.
- seit 2018 Bärbel Jungmeier[2]

## Absolventen bzw. Schüler
- Bernhard Pez (1683–1735), Benediktinermönch, Philologe und Historiker
- Hieronymus Pez (1685–1762), Benediktinermönch, Philologe und Historiker
- Christoph Regelsberger (1734–1797), Jesuit und Dichter
- Francis Triesnecker (1745–1817), Astronom, Geodät, Mathematiker, Philosoph und Theologe
- Wolfgang Schlichtinger (1745–1830), Benediktiner-Abt im ungarischen Zalaapáti im Komitat Zala
- Lorenz Haschka (1749–1827), Lyriker
- Franz Freindaller (1753–1825), Geistlicher, Theologe und Schriftsteller
- Franz Gaheis (1763–1809), Pädagoge und Historiker
- Joseph von Winiwarter (1780–1848), Jurist und Hochschullehrer an der Universität Wien
- Anton von Steinbüchel (1790–1883), Numismatiker und Archäologe
- Ludwig von Köchel (1800–1877), Autor des Köchelverzeichnisses
- Joseph Misson (1803–1875), Piaristenpater u. Dichter
- Franz Lorenz (1803–1883), Arzt und Schriftsteller
- Eduard Fenzl (1808–1879), Botaniker
- Johann Nepomuk Ehrlich (1810–1864), Theologe, Physiker und Philosoph
- Anton Boller (1811–1869), Philologe
- Franz von Schneider (1812–1897), Chemiker
- Sebastian Brunner (1814–1893), Priester und Schriftsteller
- Johann Nordmann (1820–1887), Journalist und Reiseschriftsteller
- Anton Kerschbaumer (1823–1909), Theologe, Historiker und Politiker
- Matthäus Binder (1822–1893), Bischof von St. Pölten
- Robert Hamerling (1830–1889), Schriftsteller
- Anton Kerner von Marilaun (1831–1898), Botaniker
- Alfred Nagl (1841–1921), Numismatiker
- Josef Maria Eder (1855–1944), Fotochemiker
- Johann Fasching (1847–1888), Theologe und Schriftsteller
- Josef Hirn (1848–1917), Historiker
- Leopold Gegenbauer (1849–1903), Mathematiker
- Franz Wickhoff (1853–1909), Kunsthistoriker
- Julius Sylvester (1854–1944), Jurist und Politiker
- Julius Wagner-Jauregg (1857–1940), Psychiater, Nobelpreisträger
- Christian von Ehrenfels (1859–1932), Philosoph
- Johann Holetschek (1866–1923), Astronom
- Rudolf Süß (1872–1933), Priester und Komponist
- Josef Meller (1874–1968), Augenarzt
- Franz Aigner (1882–1945), Physiker
- Hans Plöckinger (1882–1955), Historiker und Volkskundler
- Egmont Colerus (1888–1939), Schriftsteller
- Hans Baumgartner (1873–1950), Offizier und Autor
- Isidor Amreich (1885–1972), Gynäkologe
- Fritz Dworschak (1890–1974), Numismatiker und Kunsthistoriker
- Eduard Kranner (1893–1977), Schriftsteller
- Erwin H. Rainalter (1892–1960), Journalist und Schriftsteller
- Walter Till (1894–1963), Koptologe
- Fritz Mandl (1900–1977), Industrieller
- Anton Brunner (1924–1999), Geistlicher und Widerstandskämpfer
- Franz Viehböck (1923–2020), Physiker
- Michael Higatsberger (1924–2004), Physiker
- Helmut Engelbrecht (1924–2014), Pädagoge und Bildungshistoriker (Direktor von 1970 bis 1989)
- Hans Haselböck (1928–2021), Komponist und Organist
- Kurt Preiß (1929–2011), Schuldirektor und Politiker
- Adolf Primmer (1931–2011), Altphilologe
- Adolf Frohner (1934–2007), Maler und Bildhauer
- Godfrid Wessely (* 1934), Geologe
- Wolfgang Kummer (1935–2007), Physiker
- Helmut Denk (* 1940), Mediziner
- Eberhard Kummer (1940–2019), Sänger
- Clemens Lashofer (1941–2009), Abt des Stiftes Göttweig
- Hans-Dieter Roser (1941–2022), Dramaturg und Musikschriftsteller
- Bernhard Görg (* 1942), Politiker und Schriftsteller
- Günter Josef Krejs (* 1945), Mediziner
- Günther Chaloupek (* 1947), Ökonom
- Nils Jensen (* 1947), Schriftsteller
- Kurt Kaufmann (* 1947), Politiker
- Helmut Cerwenka (* 1952), Politiker
- Walter Dobner (* 1952), Musikkritiker und Jurist
- Franz Einzinger (* 1952), Sektionschef im BM für Inneres
- Franz Schönfellner (* 1955), Historiker
- Josef Hofbauer (* 1956), Mathematiker
- Fritz Lošek (* 1957), Bildungsmanager, Latinist
- Michael Memmer (* 1961), Rechtswissenschaftler
- Walter Rosenkranz (* 1962), Politiker und Rechtsanwalt
- Andreas Kopriva (* 1964), Filmregisseur, Filmeditor, Tonmeister und Tongestalter[3]
- Peter Schnaubelt (* 1964), Schriftsteller
- Markus Beyrer (* 1965), Manager
- Andreas Brandstetter (* 1969), Manager
- Michael Roher  (* 1980), Autor und Illustrator von Kinderbüchern

## Bekannte Lehrer
- Francis Triesnecker (1745–1817), Astronom, Geodät, Mathematiker, Philosoph und Theologe
- Vincenz Eduard Milde (1777–1853)
- Joseph Misson (1803–1875)
- Karl Landsteiner (1835–1909)
- Josef Wichner (1852–1923)
- Rudolf Süß (1871–1933)
- Franz König (1905–2004)
- Helmut Engelbrecht (1924–2014)
- Kurt Preiß (1929–2011)
- Horst Ebenhöh (1930–2022)
- Franz Slawik (1936–1993)
- Fritz Lošek (* 1957)
- Petrus Stockinger (* 1982)